# Marc-André Caron
Pour les articles homonymes, voir Caron.
Marc-André Caron, né en 1975, est un conteur québécois.

## Biographie
Encouragé par le milieu du conte estrien, il écrit les Contes du dépanneur. Se succèdent alors soirées de contes, spectacles, visites d’écoles, soupers spectacles. Contes fantastiques et légendes amérindiennes pour les petits et contes contemporains pour les grands. Son premier spectacle solo, Les contes du dépanneur, est présenté en première au Festival Les jours sont contés en Estrie en 2004 et lui vaut une invitation au Festival de Bordeaux, France, pour l’été 2005.
En juillet 2003, il participait avec d'autres conteurs à la fondation du Cercle des conteurs de l'Estrie. Le Cercle rassemble des conteurs de tous les horizons et leur donne l'occasion de partager et perfectionner leur art. Par la suite, il s’associe à Petronella Van Dijk pour écrire des contes sur commande. Ils réalisent un conte pour le 20e anniversaire de la Fondation Rues Principales de Québec et un récit historique sur les origines de la Ville de Magog, commandé par la municipalité. À l’occasion de l’ouverture de la station de radio 93,7 Rythme FM en Estrie, ils animent une série de chroniques sur les contes et légendes estriennes.

## Les Contes du Dépanneur
Jadis, le dépanneur était le seul lieu sur la terre où l'on pouvait le dimanche, acheter chips, bière et liqueur. Aujourd'hui, même si le dépanneur ne sert plus à dépanner, c'est encore un lieu qui nous ressemble et nous rassemble. La fiction rejoint la réalité dans ces contes sortis de l'imaginaire fertile de Marc-André Caron, jeune conteur de la relève de l'Estrie.

## Publications
- La chip à vœu, dans QuébecFolklore, mars - avril 2005, volume XXIV, no 2.
- Alibobo et les quarante douleurs dans QuébecFolklore, mai-juin 2005, volume XXIV, no 3.
- Les trois bossus, dans QuébecFolklore, septembre-octobre 2005, volume XXIV, no 5.
- Madame Gagné, dans QuébecFolklore, novembre-décembre 2005, volume XXIV, no 6.
- Max et la vie, dans QuébecFolklore, janvier-février 2006, volume XXV, no 1.